# Maison Hannon
Maison Hannon (vroeger Hôtel Hannon) is een art-nouveau-herenhuis gelegen aan de Verbindingslaan 1 op de hoek met de Brugmannlaan te Sint-Gillis, Brussel. Het herenhuis werd gebouwd tussen 1902 en 1904 in opdracht van Edouard Hannon (1853-1931). Het is het enige art-nouveaugebouw van Belgisch architect Jules Brunfaut (1852-1942), die doorgaans in neoklassieke stijl werkte.
Het onderging verschillende uitgebreide restauraties en is sinds 1 juni 2023 opnieuw te bezoeken als museum door het publiek.

## Naamgeving: Hotel of huis?
De naam "Hôtel Hannon" verscheen toen het gebouw onder monumentenzorg kwam te staan, waarschijnlijk om het gebouw het nodige prestige te geven in een periode waarin de art nouveau-stijl in verval was. Bovendien voldoet het gebouw architectonisch gezien aan geen van de criteria voor een herenhuis: het mist een koetsingang of -portaal voor de doorgang van koetsen, een diensttrap voor het personeel, een semi-ondergrondse keuken en een smalle gevel.
Vóór 1977 werd de naam herenhuis gebruikt, zowel door Edouard Hannon als door de makelaar die het in 1965 verkocht.
Omwille van de nauwkeurigheid, maar ook om het gebouw een meer menselijke dimensie te geven, besloot de non-profitorganisatie of vzw het "Maison Hannon" te noemen, in alle talen, en in lijn met haar naam.

## Geschiedenis
De bouwheer Edouard Hannon was naast ingenieur bij Solvay ook kunstschilder, kunstcriticus en fotograaf. Hij vroeg Jules Brunfaut om een huis in art-nouveaustijl te ontwerpen en bestelde het meubilair in Nancy, toen hij daar een tijdje in de Solvay-fabriek werkte. Hij ontmoette er de kunstenaars Emile Gallé (1846-1904) en Louis Majorelle (1859-1926), die deel uitmaakten van de lokale art-nouveauschool (École de Nancy, Frankrijk).  Echter de Wereldtentoonstelling van Parijs in 1900 was beslissend voor het echtpaar dat daar Emile Gallé ontmoette, meester van de Art Nouveau in Nancy.
De familie Hannon bewoonden het huis tot 1965. Daarna stond het leeg. Het gebouw raakte in verval en viel ten prooi aan vandalen. Afbraak dreigde in 1973, maar in 1976 werd het gebouw beschermd als monument. De gemeente Sint-Gillis kocht het pand aan in 1979. In 1982 werden de gevel en het dak gerenoveerd en in 1988 de binnenkant.  
Van 1988 tot 2014 was de vzw Espace Photographique Contretype in het gebouw gevestigd. Na het vertrek van Contretype in 2014 had het huis verdere restauratie nodig om zijn verslechterende fresco's en mozaïeken te redden. In 2019 werd de vzw Maison Hannon opgericht om het gebouw als museum te behouden, in samenwerking met het Horta Museum.
Op 1 juni 2023 opende het Maison Hannon. Het meubilair van Emile Gallé en Louis Majorelle, dat met de tijd grotendeels verdwenen was, werd teruggebracht en op de eerste verdieping in een tijdelijke tentoonstelling ondergebracht. Elk jaar organiseert Maison Hannon een tijdelijke tentoonstelling die aansluit bij zijn DNA: kunst in België en Frankrijk. De bedoeling is om bezoekers interdisciplinaire tentoonstellingen over kunst en geschiedenis aan te bieden, met een focus op de periode rond 1900.

## Beschrijving

### Buiten
Het gebouw heeft drie bouwlagen en zes traveeën: één travee in de Brugmannlaan, drie traveeën op de hoek en twee traveeën in de Verbindingslaan. De gevel is uitgevoerd in Euvillesteen met elementen in witte Silezische baksteen en blauwe hardsteen. Opvallend zijn de balkons met smeedijzeren borstwering, alsook een bas-reliëf.
De achtergevel heeft twee traveeën.

### Benedenverdieping

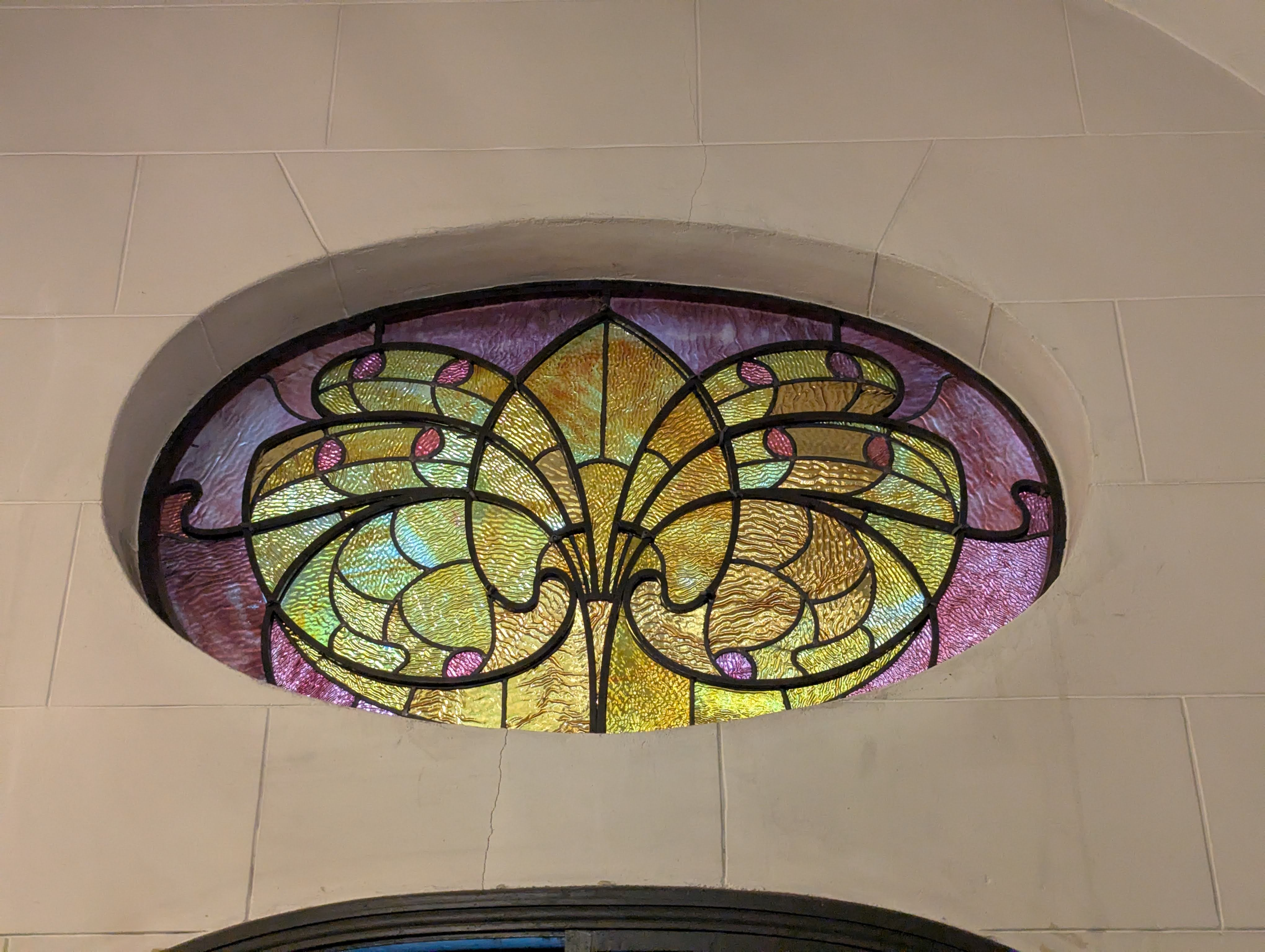
Glas-in-lood raam in de inkomhal

De vestibule of inkomhal heeft een geometrische vloermozaïek, gegraveerde glasramen die licht filteren en een boogvormige doorgang naar de traphal.

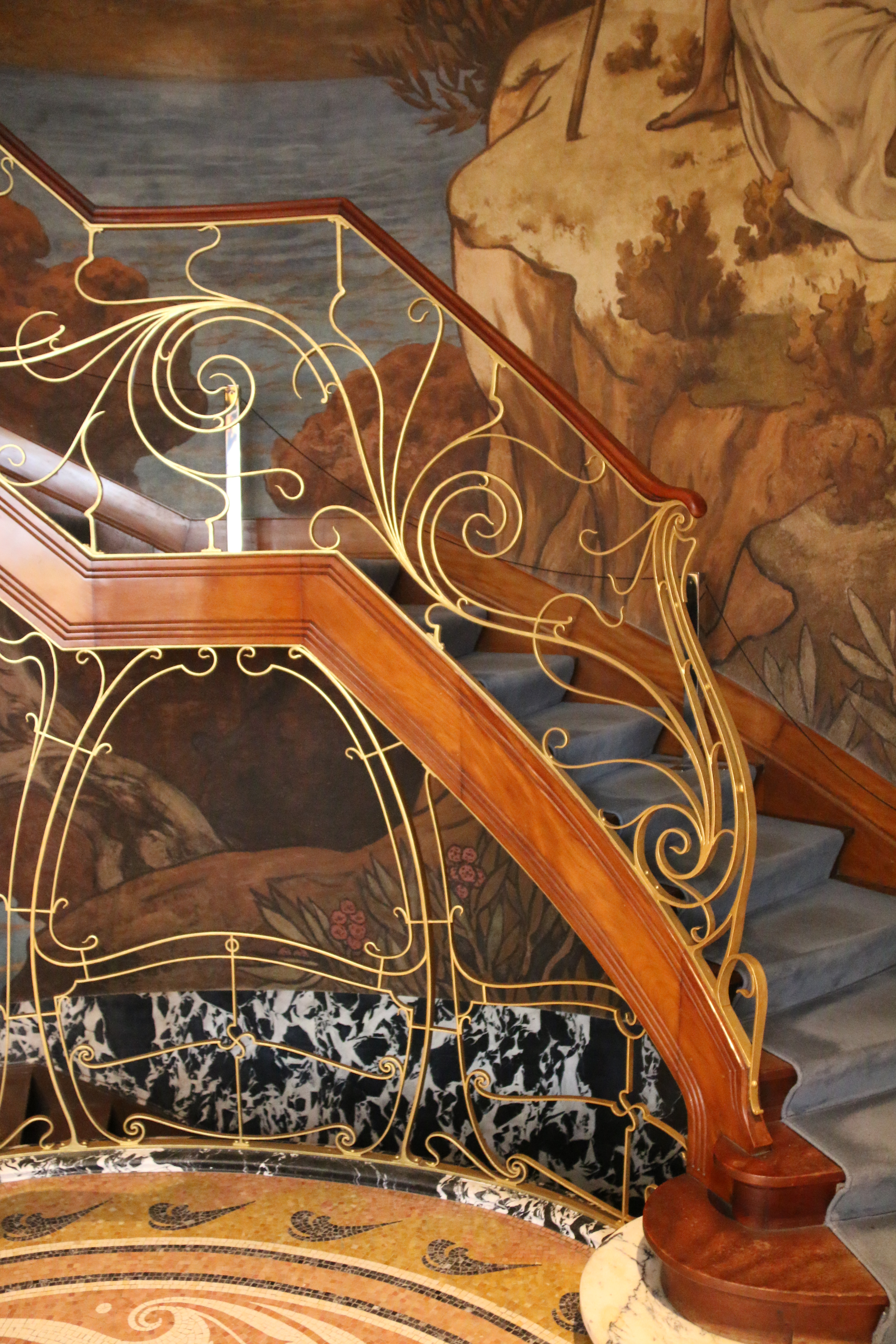
Trap met leuning in de traphal

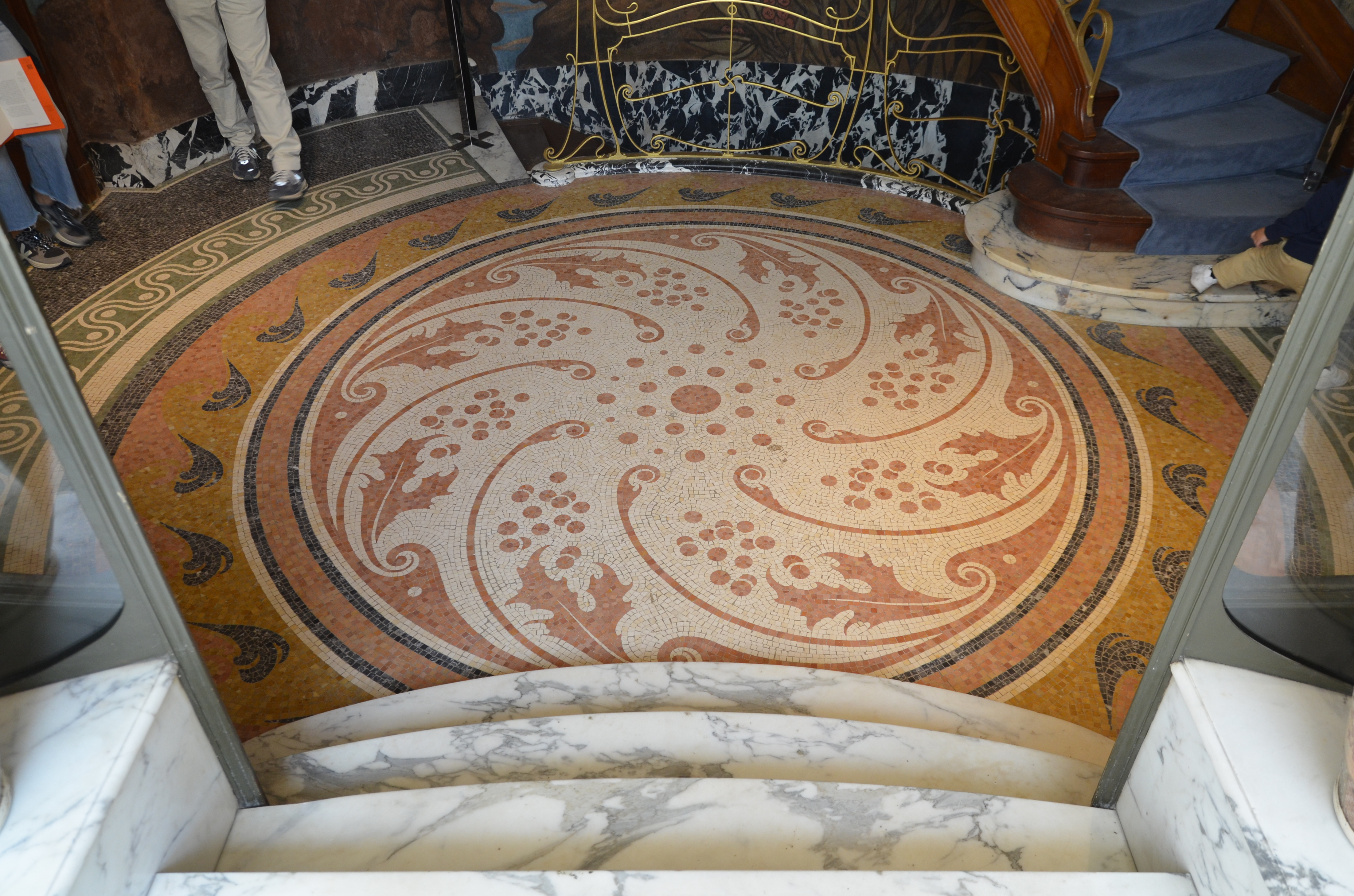
Mozaïek in de traphal

De traphal is de centrale ruimte van de woning, met een monumentale muurschildering als blikvanger met een symbolische voorstelling van de 'droomreis', met allegorische vrouwenfiguren en landschappen. Verder te vermelden is de cirkelvormige mozaïek en de trap met de vergulde leuning. De traphal geeft toegang tot de volgende ruimtes op de benedenverdieping. 

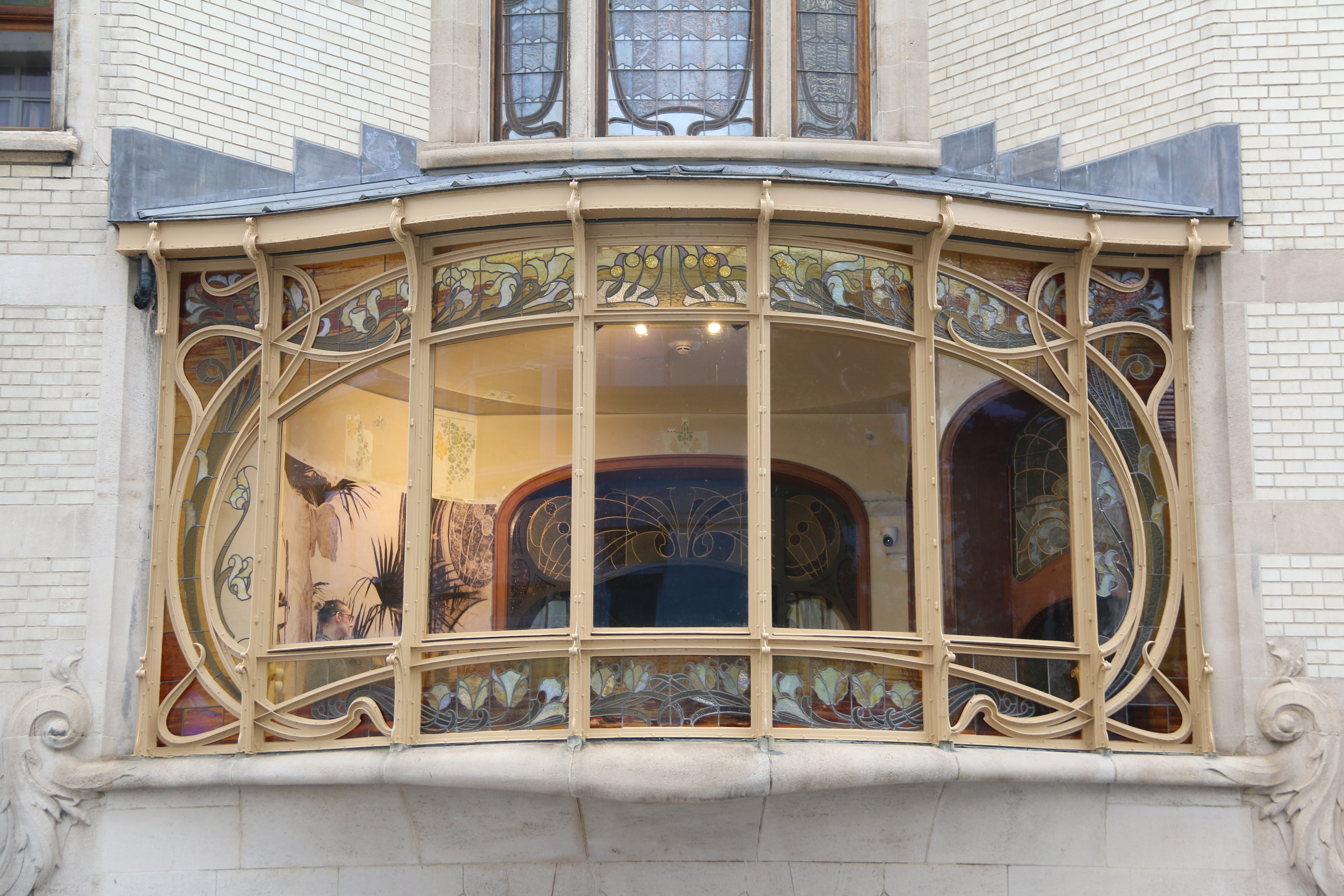
Erker met wintertuin (buitenkant)

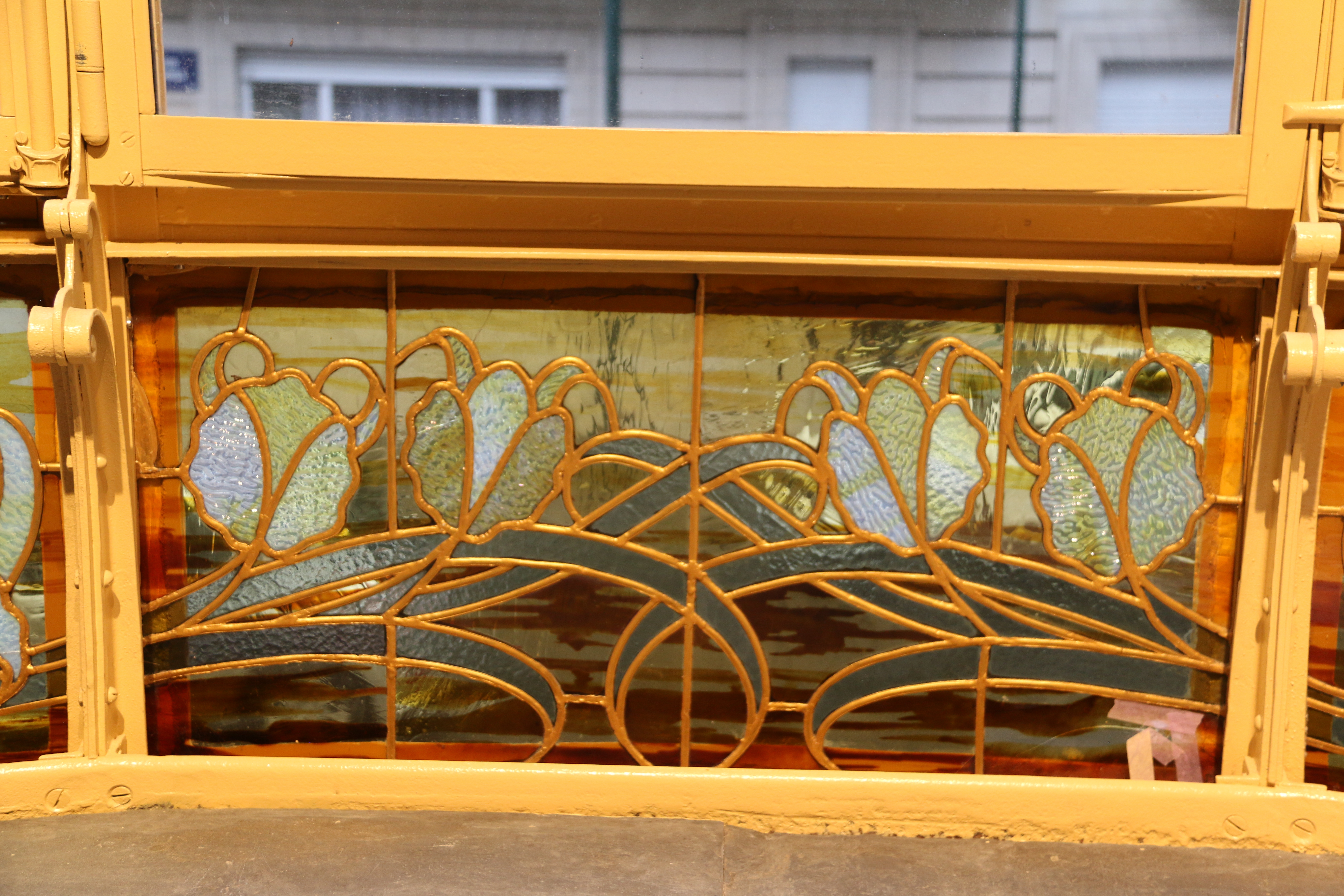
Erker (detail)

De serre of wintertuin bevatte vroeger exotische planten, nu blijven het iconische bow-window (erker) over en een gedeelte van de met bloemen versierde plafond is ook nog zichtbaar. De erker bevat zowel beneden als boven een reeks glas-in-loodramen.

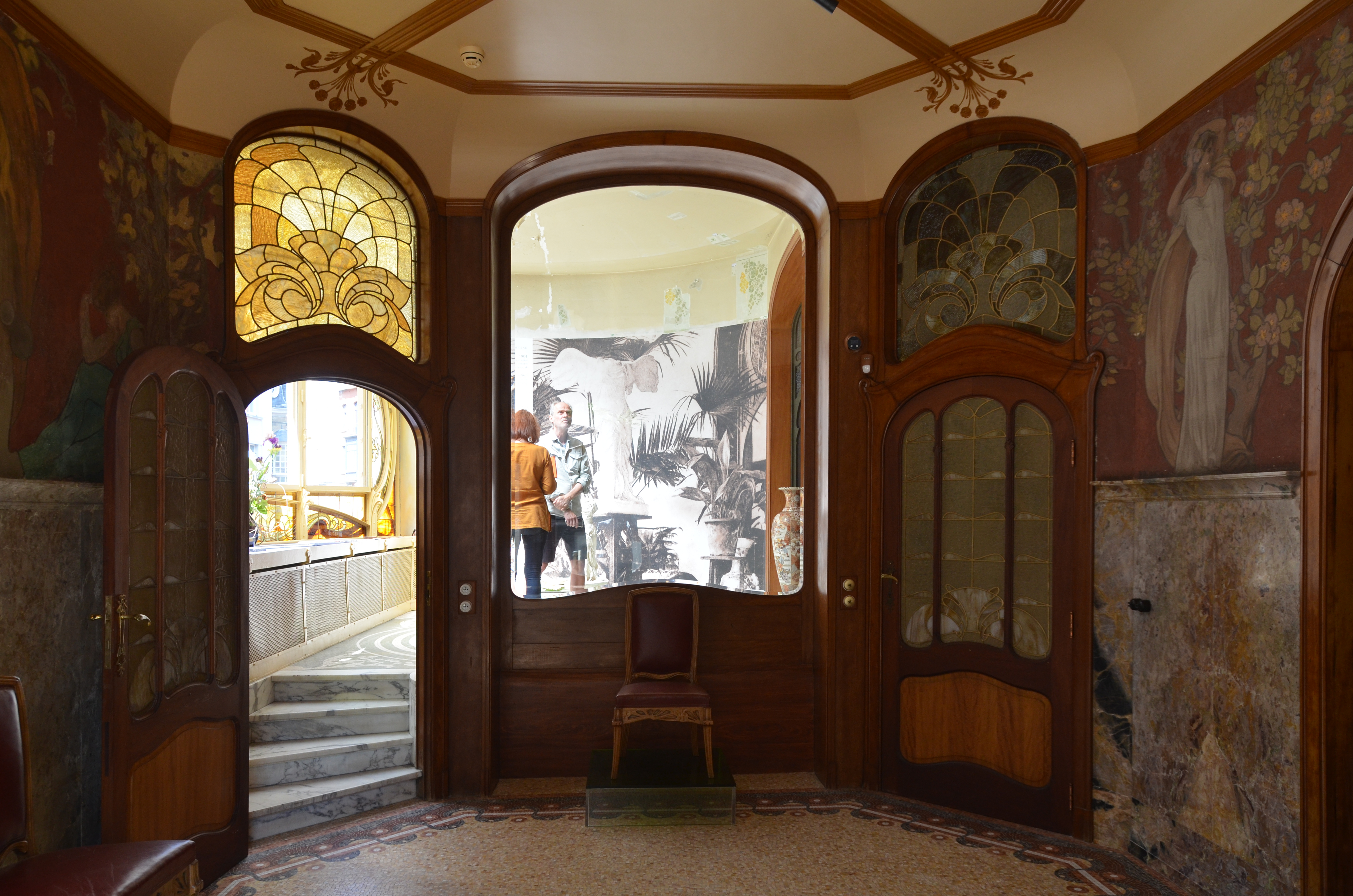
Kleine salon met het raam op de wintertuin met twee deuren

Daarnaast ligt de grote zitkamer of salon aan de voorkant van het gebouw. Ze deed dienst als ontvangstruimte. De originele wandbekleding in zijde is niet bewaard gebleven, maar wel gereconstrueerd. Het plafond bevat plafondlijsten met florale stucornamenten. De grote ramen en het raam op de wintertuin (geflankeerd door twee deuren) vergroot de lichtinval.
In de eetkamer zijn de originele houten lambrisering deels bewaard. Er staat ook een sierhaard met marmeren omlijsting. De glasramen met druivenmotieven zijn het symbool voor gastvrijheid en overvloed. De ruimte bevat enkele meubels uit die periode en op een zijtafel staat Louis-Ernest Barrias’ (1841-1905) beeld “La Nature se dévoilant à la Science” (De natuur openbaart zich aan de wetenschap).
Tot slot een ruimte achteraan die dienst deed als rookkamer of bibliotheek voor meneer Hannon en waar nu een selectie hangt van zijn foto-collectie. De ruimte heeft donkerder hout en had een verloren gegane lederen wandbekleding.

### Bovenverdieping en zolder
Op de bovenverdieping lagen de privévertrekken met ingetogen gedecoreerde slaapkamers met lichte kleuren. Het meubilair is verloren gegaan, allen de stijl is gekend. Verder een voor die tijd geavanceerde badkamer met een zinken badkuip, tegelvloer en stromend water, alsook decoratieve tegels met florale patronen.
Op de zolder waren de dienstvertrekken voor het personeel en als opslagruimte. Deze ruimtes zijn niet toegankelijk voor het publiek.

## Oorspronkelijke kunstenaars
Voor de decoratie van het interieur en exterieur deed Brunfaut een beroep op vooraanstaande kunstenaars:
- Émile Gallé en Louis Majorelle: Franse ontwerpers uit de École de Nancy, verantwoordelijk voor het meubilair en de binnenhuisdecoratie.
- Raphaël Évaldre (1862-1938): Franse glas-in-loodkunstenaar die alle glasramen van het huis vervaardigde. Hij was een leerling van de Amerikaanse kunstenaar Louis Comfort Tiffany (1848-1933),
- Paul-Albert Baudouin (1844-1931): Franse schilder en leerling van Pierre Puvis de Chavannes (1824-1898), die de monumentale fresco's in het trappenhuis en de rookkamer (“fumoir”) schilderde.
- Victor Rousseau (1865-1954): Belgisch beeldhouwer, maker van het bas-reliëf La Fileuse op de hoekgevel, een allegorie van de tijd.
- Pierre Desmedt: Verantwoordelijk voor het smeedijzeren werk van de trapleuning in de traphal.

## Fasen van de restauratie
De restauratie is een langdurig en gefaseerd project dat begon in 1982. Een eerste restauratiefase vond plaats tot 1988. Een nieuwe restauratiecampagne begon in 2014, met als doel het huis om te vormen tot een museum gewijd aan art nouveau. Het restauratieplan, ondersteund door zowel publieke als private partners, heeft tot doel het gebouw in zijn oorspronkelijke glorie te herstellen en duurzaam toegankelijk te maken voor het publiek.

### Fase 1982-1988
In 1982 werden de gevel en het dak gerenoveerd en in 1988 de binnenkant. Over deze fase is verder weinig gekend.

### Fase 2014-2023
De eerste fase van het project in 2016-2018 richtte zich op de restauratie van de binnenfresco's en mozaïeken. Deze decoratieve elementen zijn essentieel voor de artistieke waarde van het gebouw. Vervolgens werd in 2019 gestart met de herziening en restauratie van de parketvloeren, die een belangrijk onderdeel vormen van het interieurdesign.
Tijdens de periode 2020-2022 werden de ramen volledig hersteld, inclusief het afschrapen van oude lagen, het vervangen van glas en het verbeteren van de luchtdichtheid. Ook het iconische erker werd gerestaureerd.
De werken in 2023 omvatten een grootschalige restauratie van de gevel, inclusief schilderwerk, de renovatie van kroonlijsten, deuren, ijzerwerk, alsook het verwijderen van stof en algemeen schoonmaakwerk. Dankzij de steun van mecenas Collen-Socatra kon ook het brand- en veiligheidssysteem worden herzien.
Tegelijkertijd werden administratieve ruimtes en opslagplaatsen ingericht. Er vonden verfijningen plaats zoals verguldingen, imitatiehouttechnieken, en kleurherstel van plafonds. Originele textielstructuren werden opnieuw geweven en motieven in de serre werden vrijgemaakt in samenwerking met het Koninklijk Instituut voor het Kunstpatrimonium (KIK/IRPA) en Urban.brussels. De fresco's in de ontvangstsalon werden eveneens gestabiliseerd met deze partners.
De restauratie werd gefinancierd door de Brusselse Hoofdstedelijke Regering, de Nationale Loterij en particuliere donaties, waaronder een crowdfunding-campagne die €25.000 opbracht voor de gevelrestauratie.

### Fase 2024-2030
Voor 2024 stond de restauratie van de wintertuin of  serre gepland. Hierbij wordt aandacht besteed aan de verguldingen, sjablonen, beplanting en meubilair.
In 2025 was het heraanleggen van de tuin gepland, wat de volledige ervaring van de woning zou vervolledigen. 2026 zou worden gewijd aan de restauratie en reconstructie van de ontbrekende glas-in-loodramen. Tot slot is voor 2027 de restauratie van het dak gepland, wat het sluitstuk vormt van dit langdurige renovatieproject.
Tijdens deze fase wordt het restauratieproces de attractie zelf. Een unieke en relevante gelegenheid waarbij het publiek wordt uitgenodigd om deel te nemen aan conferenties, rondleidingen, ontmoetingen met ambachtslieden en crowdfundingcampagnes. Bij de restauratie staan omkeerbaarheid en duurzaamheid centraal: het doel is om het gebouw niet te veranderen en het in de best mogelijke omstandigheden door te geven aan toekomstige generaties – en tegelijkertijd hedendaagse vraagstukken, zoals de energieproblematiek, op te lossen.

## Hedendaagse betrokkenen
Belangrijke betrokkenen bij de recente restauraties zijn:
- Grégory Van Aelbrouck: Conservator van Maison Hannon sinds 2019, verantwoordelijk voor het coördineren van de restauratie en het opstellen van het museale programma.[7][10]
- Marie-Hélène Ghisdal: Leidde de restauratie van de fresco's van Paul Baudouin.[10]
- Katrien Mestdagh: Restauratrice van de glas-in-loodramen, met name die in de serre.[10]